# Las aventuras de Pinocho (novela)
Las aventuras de Pinocho (en italiano: Le avventure di Pinocchio) es una obra literaria escrita por el autor italiano Carlo Collodi. Se publicó en Italia en el periódico Giornale per i bambini, desde 1881 hasta 1883, con el título Storia di un Burattino (Historia de un títere), acompañada de las ilustraciones de Enrico Mazzanti. Es una de las obras más leídas de la literatura universal; así pues, cuenta con traducciones a más de doscientos cincuenta idiomas y dialectos, incluido el sistema de lectura braille y es uno de los libros más vendidos de todos los tiempos. Desde su primera publicación, la novela ha dado lugar a diversas adaptaciones a lo largo del tiempo, entre las que se incluyen grabaciones de audio, obras de teatro, películas, ballets y obras de ópera.
La primera versión publicada en España, que corrió a cargo de Rafael Calleja, hijo del fundador de la Editorial Calleja e ilustrado por Salvador Bartolozzi, es una adaptación castiza de la novela. 
Alekséi Nikoláyevich Tolstói escribió una famosa adaptación en ruso del libro original, llamado La llave de oro o las aventuras de Buratino (Burattino significa marioneta en italiano).

## Orígenes
Originariamente, Collodi no pensó en su trabajo como una obra de literatura infantil: en la versión original, Pinocho es ahorcado por sus innumerables faltas y sólo en versiones posteriores la historia obtendría su famoso final en el que la marioneta se convierte en un niño de verdad.
Algunos investigadores hablan de la influencia de la masonería en la obra. El presidente del Centro de Estudios Históricos de la Masonería Española cita entre otras cosas: «el camino correcto se alcanzaba a través del conocimiento y la sabiduría».«Lo que había sido un tronco de madera y luego una marioneta, se convirtió finalmente en una persona real, tras superar las adversidades que se le presentaron». Sin embargo, como ha demostrado recientemente Daniela Marcheschi, editora de la publicación integral de las obras de Collodi, no existen pruebas reales en este sentido. Analizando las listas de afiliados y los archivos de la época, Marcheschi ha demostrado lo infundado del dato: Collodi, documentos en mano, no puede ser adscrito entre los afiliados. Por lo tanto, a pesar de que los sitios web vinculados al mundo cultural masónico afirman dicha afiliación, hasta la fecha no se ha producido ninguna documentación al respecto.

## Influencias
La historia parece estar fuertemente influenciada por la cultura alquímica, principalmente por el concepto del «homúnculo», un ser al que los alquimistas creían poder dotar de vida a partir de materia inanimada, cuyo deseo inmediato sería servir a su amo y convertirse en un ser humano real y no ser una mera imitación, lo cual encaja perfectamente con Pinocho, siendo así Geppetto la metáfora de un alquimista. Sin embargo, esto no significa que toda la obra esté llena de simbolismos alquímicos y de secretos ocultistas, y, si bien esto no se descarta, es más probable que el autor haya llegado a estar en contacto con estas ideas y que le dieran inspiración para su obra sin haber estado muy involucrado con estas ideas y sin llenar su obra de símbolos y mensajes más allá del claro mensaje moral.

## Sinopsis
El carpintero Geppetto es un humilde hombre que siempre había deseado tener un hijo. Un buen día se le ocurre la genial idea de tallar una marioneta de madera con la forma de un niño de verdad. Antes de estar terminada, esta cobra vida inesperadamente y se convierte en un niño travieso y desobediente al que Geppetto llama Pinocho (o Pinocchio en la versión original).

### Resumen por capítulos
El libro tiene un total de 36 capítulos que se titulan y se pueden resumir de la siguiente manera:
- I Cómo encontró el maestro carpintero Cereza un pedazo de madera que lloraba y reía como un niño.

El maestro carpintero Cereza encuentra un pedazo de madera. Cuando intenta arreglarlo para hacer una pata para una mesa, este pide que no se le haga daño. El maestro Cereza pasa miedo.
- II El maestro Cereza le regala a su amigo Geppetto el pedazo de madera para fabricar una marioneta extraordinaria que sepa bailar, hacer esgrima y dar saltos mortales.

Geppetto, amigo del maestro Cereza le pide una madera pues ha tenido una idea para hacer una marioneta. La madera llama Polendina a Geppetto porque éste tiene la peluca rubia, cosa que no le gusta nada a Geppetto y se enfada con el maestro Cereza. Acaban haciendo las paces y Geppetto se lleva la madera. Antes de irse tienen otra discusión, pero igual que antes, hacen las paces.
- III Geppetto vuelve a casa y empieza a fabricar la marioneta a quien llamará Pinocho. Primeras travesuras de la marioneta.

Mientras Geppetto va tallando la marioneta, ésta le va mirando con sus nuevos ojos, riéndose con sus nuevos labios, etc. Cuando tiene piernas y las controla para caminar se escapa de casa. Geppetto le persigue y lo atrapa con ayuda de un carabinero. Al regañar a la marioneta la gente cree que es un mal padre y el carabinero se lo lleva a la cárcel.

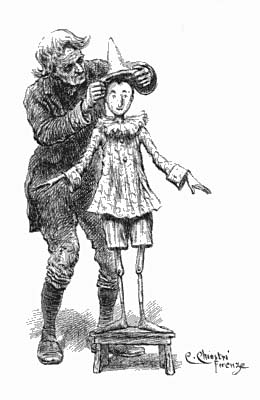
Geppetto y su marioneta Pinocho.

- IV La historia de Pinocho con el Grillo que habla, donde vemos que a los niños malos no les gusta que les corrija alguien que sabe más que ellos.

Pinocho llega a casa y un grillo, el Grillo que habla, le dice que tenga cuidado y que lo que ha hecho no está bien. Pinocho se enfada, le tira un martillo de piedra y lo mata.
- V Pinocho tiene hambre y busca un huevo para hacerse una tortilla pero en lo mejor, la tortilla sale volando por la ventana.

Pinocho tiene hambre, busca comida y encuentra un huevo. Cuando lo parte para cocinarlo sale un pollito que se va volando. Pinocho se lamenta que su papá no esté con él.
- VI Pinocho duerme con los pies en el caldero, y a la mañana siguiente se despierta con los pies totalmente quemados.

La noche es una noche de tormenta. Pinocho decide ir a pedir comida a una casa, pero le tiran un caldero de agua por la ventana. Con hambre, se pone a dormir cerca de la lumbre y se quema los pies por la noche.
- VII Geppetto vuelve a casa y le da el desayuno que el hombre había traído consigo.

Geppetto vuelve a casa. Pinocho no le abre, pues no puede caminar sin pies, pero Geppetto no le cree hasta que lo ve con sus propios ojos. Pinocho le cuenta lo que ha pasado y que tiene hambre. Geppetto le da tres peras que iba a desayunar. Pinocho se las come, aunque en un principio no quería ni las pieles ni los corazones.
- VIII Geppetto reconstruye los pies de Pinocho y vende su chaqueta para comprarle el Abecedario.

Pinocho le pide a Geppetto unos pies nuevos. A regañadientes se los pega. Pinocho promete ir a la escuela. Geppetto le fabrica ropa y sombrero con miga de pan y papel. Vende su chaqueta de pana para comprarle un Abecedario.
- IX Pinocho vende el Abecedario para ir a ver el pequeño teatro de las marionetas.

Pinocho va a la escuela, pero por el camino oye unas flautas. Se acerca a ver que es y descubre un Gran Teatro de Marionetas. Para entrar a verlo hay que pagar cuatro monedas. Intenta vender su Abecedario a un niño que le dice que él no hace esas cosas y se lo compra un revendedor de telas usadas.
- X Las marionetas reconocen a su hermano Pinocho y le hacen una gran fiesta pero aparece el titiritero Comefuego y Pinocho corre un gran peligro.

Dos marionetas, Arlequín y Polichinela lo conocen. Las demás marionetas también se emocionan y todos se ponen muy contentos. La comedia no continua y el público se impacienta. El titiritero aparece y se enfada con Pinocho. Por la noche pretende arrojarlo al fuego.
- XI Comefuego estornuda y perdona a Pinocho, quien después defiende de la muerte a su amigo Arlequín.

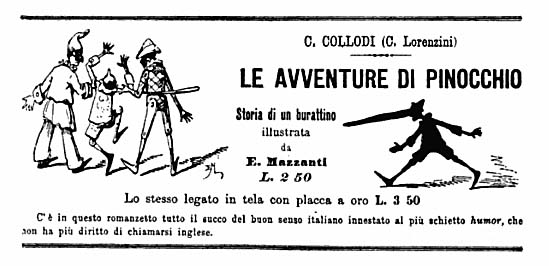
Publicidad de la primera edición del libro, 14 de febrero de 1883.

Comefuego se enternece al oír los gritos de Pinocho y estornuda (señal de que ya no controla todo su ser). Decide no quemar a Pinocho, pero entonces quiere arrojar a Arlequín al fuego. Pinocho intercede y nadie es quemado.
- XII El titiritero Comefuego regala cinco monedas de oro a Pinocho para que se las lleve a su papá Geppetto. Sin embargo, Pinocho se deja embaucar por el Zorro y el Gato y se va con ellos.

Comefuego le da cinco monedas de oro para su papá. De camino a casa el Zorro y el Gato le engañan diciéndole que hay un monte mágico donde el dinero crece si lo siembras. Pinocho se va con ellos.
- XIII La taberna de la Gamba Roja.

El Zorro y el Gato proponen hacer noche en la taberna de la Gamba Roja. Comen mucho y a Pinocho le toca pagar. Por la mañana se han ido. El Grillo que habla regresa y le dice a Pinocho que vuelva a casa y no se deje engañar.

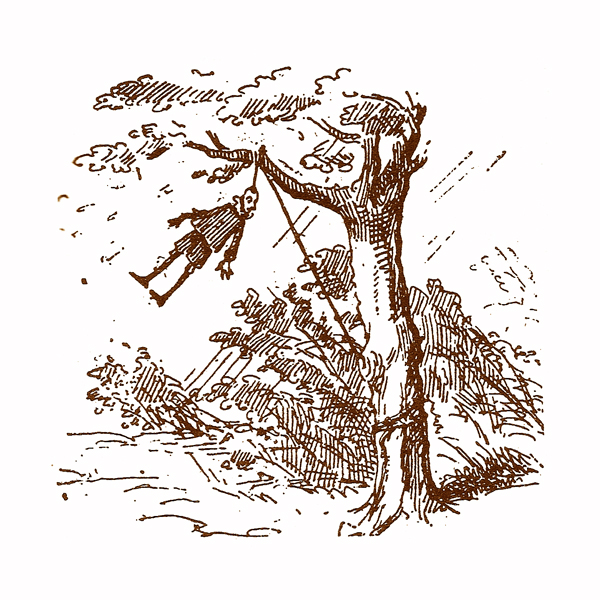
Pinocho colgado en el gran roble después de haber sido robado.

- XIV Pinocho, por no haber hecho caso a los buenos consejos del Grillo que habla, se encuentra con los asesinos.

Pinocho no hace caso del Grillo y sigue su camino hacia el monte mágico. Por el camino unos asesinos intentan robarle.
- XV Los asesinos persiguen a Pinocho y después de haberlo encontrado lo cuelgan de una rama del Gran Roble.

Pinocho corre y llega a una casa, donde hay una niña de cabellos turquesa que dice estar muerta. Los asesinos lo cogen y lo cuelgan del Gran Roble.
- XVI La bella Niña de los cabellos turquesa recoge a la marioneta, la mete en la cama y llama a tres médicos para saber si está vivo o muerto.

La Niña de los cabellos turquesa es en realidad un hada que pide consejo a un Halcón, a una Lechuza y a un Grillo que habla sobre si Pinocho está vivo o muerto. Deciden que está más vivo que muerto y lo bajan del árbol.
- XVII Pinocho come azúcar, y no quiere purgarse; pero como ve a los enterradores que vienen a buscarlo, entonces se purga. Después dice una mentira y como castigo le crece la nariz.

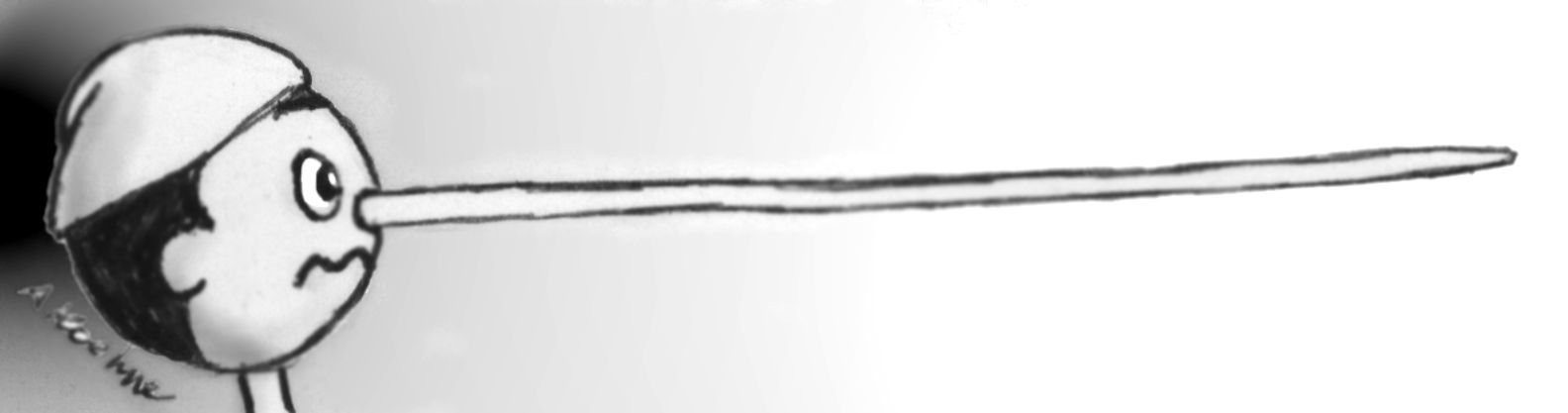
Al mentir, a Pinocho le crece la nariz.

Pinocho no quiere tomar una medicina amarga, pero cuando se da cuenta de que, si no lo hace, corre peligro de muerte, se la toma. Se lamenta con el Hada de la pérdida de sus cuatro monedas de oro (la quinta fue la que usó para pagar la estancia en la Gamba Roja). Cuando el Hada dice que las encontrarán, Pinocho dice una mentira y le crece la nariz.
- XVIII Pinocho se encuentra de nuevo con el Zorro y el Gato y se va con ellos a sembrar las cuatro monedas en el monte de los milagros.

Pinocho va a esperar a Geppetto, pues el Hada le ha dicho que vendría. El Zorro y el Gato reaparecen y vuelven a engañar a Pinocho para que vaya a sembrar sus monedas (porque en realidad las conservaba) al monte mágico.

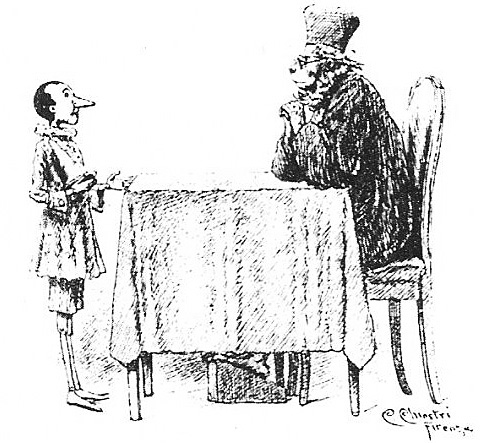
Pinocho ante el juez.

- XIX Le roban las monedas de oro a Pinocho. Como castigo, debe pasar cuatro meses en la cárcel.

Pinocho va a recoger su dinero, pero un Loro le dice que le han robado. Va a denunciar el robo, pero lo encarcelan a él por ser tan crédulo. Al final el carcelero le deja escapar.
- XX Liberado de la cárcel, Pinocho vuelve a casa del Hada, pero en el camino se encuentra con una serpiente horrible y permanece preso en un cepo.

Pinocho sale de la cárcel. Al ir hacia casa, una serpiente está tendida a lo ancho del camino. La serpiente acaba muriendo de risa. Pinocho tiene hambre por el camino e intenta coger un racimo de uvas. Se queda atrapado en un cepo.
- XXI Pinocho es recogido por un campesino que le obliga a hacer de perro guardián en un gallinero.

Pinocho trata de liberarse con la ayuda de una Luciérnaga, pero no le hace caso. El campesino lo recoge y le obliga a hacer de perro guardián.
- XXII Pinocho atrapa a los ladrones y como recompensa por haber sido fiel, es liberado.

Por la noche llegan unas garduñas e intentan hacer con Pinocho el mismo trato que tenían con el antiguo perro guardián. Pinocho no hace el trato y denuncia a las garduñas. El campesino lo libera como premio a su fidelidad.
- XXIII Pinocho llora la muerte de la bella Niña de los cabellos turquesa, después se encuentra con una Paloma que lo conduce a la orilla del mar y allí se tira al agua para salvar a su papá Geppetto.

Pinocho llega a la casa, pero no hay nadie. Descubre una tumba que resulta ser la de la Niña de los cabellos turquesa. Pinocho se lamenta. Una Paloma se acerca y le cuenta lo sucedido con Geppetto, que ha ido al mar a buscarlo a él. Pinocho le pregunta el camino. La Paloma decide llevarlo a la playa. Allí Pinocho ve a su papá entre las olas del mar y se lanza a su rescate. No llega donde está y al ser de madera va a la deriva.
- XXIV Pinocho llega a la isla de las abejas laboriosas y encuentra al Hada.

Pinocho llega a una playa. Le pregunta a un Delfín si puede comer en esa isla. El delfín le responde afirmativamente y Pinocho emprende camino. Al llegar a la ciudad, pide comida o dinero. Todos se lo ofrecen de buen grado a cambio de que les ayude o trabaje para ellos. Pinocho siempre se niega. Descubre que una de las personas que lo pretenden ayudar es el Hada.
- XXV Pinocho promete al Hada ser bueno y estudiar, porque está cansado de ser una marioneta y quiere ser un niño bueno.

Pinocho se alegra mucho de haber encontrado al Hada. Ésta ha crecido y en vez de hermana decide hacer de madre. Pinocho le promete ser bueno, ir al colegio y ayudar siempre que pueda.
- XXVI Pinocho va con sus compañeros de colegio a la orilla del mar para ver al terrible Tiburón.

Pinocho va a clase, estudia y hace todo lo que le prometió al Hada. También tiene muchos amigos, entre los cuales no están las mejores compañías. Estos compañeros lo acaban convenciendo de que vaya con ellos a ver al gran Tiburón que ha llegado a la playa.
- XXVII Gran pelea entre Pinocho y sus compañeros, uno de los cuales es herido y Pinocho es arrestado por los carabineros.

Al llegar a la playa, Pinocho se da cuenta de que ha sido engañado. Se enfada mucho con sus compañeros y pelean. Uno acaba inconsciente. Los carabineros se acercan y como los demás han huido Pinocho paga el precio y se lo llevan. Pinocho pierde el sombrero, pide permiso para ir a por él y huye. Un perro va tras él.
- XXVIII Pinocho corre peligro de ser frito en la sartén como pescado.

Pinocho se mete en el mar para huir, y el perro va tras él. El perro no sabe nadar, y casi se ahoga, pero Pinocho lo rescata. El perro lo deja huir. Pinocho acaba en las redes de un pescador que lo considera un pescado extraño y decide freírlo.

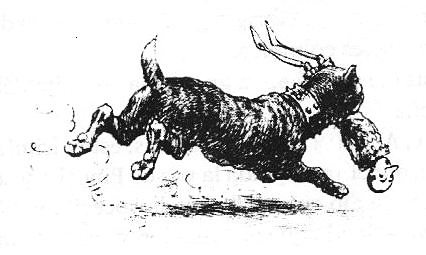
Alidoro se lleva a Pinocho para que no lo fría el pescador.

- XXIX Vuelve a casa del Hada, que le promete que al día siguiente ya no será una marioneta, sino que se transformará en un niño. Gran desayuno de café con leche para festejar este gran acontecimiento.

El perro (que se llama Alidoro) lo salva de ser frito. Pinocho vuelve a casa, pero el hada no le abre la puerta. Un Caracol se la abre. Pinocho debe pasar antes toda la noche al aire libre esperando. Por la mañana el Hada le envía un desayuno de mentira para que aprenda. Pinocho se arrepiente profundamente y el hada decide que al día siguiente sea un niño de verdad. Se prepara un gran desayuno.
- XXX Pinocho, en lugar de convertirse en niño, se escapa con su amigo Lucignolo al país de los juguetes.

Pinocho va a invitar a Lucignolo al desayuno. Éste comienza a contarle que se va a ir al país de los juguetes a pasárselo bien en un carro que va a llegar dentro de poco.
- XXXI Tras cinco meses de jauja, a Pinocho para su gran sorpresa le crecen un par de orejas de asno y se convierte en un burrito, con cola incluida.

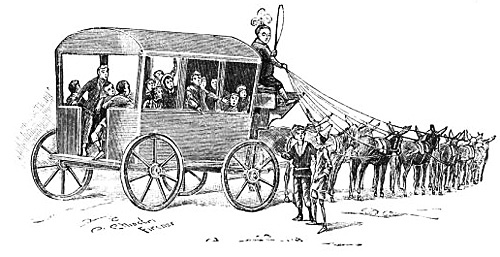
El carro que los llevará al País de los Juguetes.

Pinocho acaba yéndose con Lucignolo. Lo pasan muy bien durante cinco meses, pero una mañana amanece con una desagradable sorpresa.
- XXXII A Pinocho le crecen unas orejas de burro y se convierte en un asno y empieza a rebuznar.

Amanece con dos orejas de burro y una colita. Se siente mal y va a ver a Lucignolo, el cual también está igual que él.
- XXXIII Transformado en un burro es vendido y comprado por el director de una compañía de payasos para enseñarle a bailar y a saltar los aros, pero una noche se queda cojo y lo compra otro para hacerse con su piel un tambor.

El hombre que los llevó al país de los juguetes los vende. Pinocho va a parar a manos de un artista de circo que lo entrena. En la primera función está presente el Hada. Pinocho la intenta llamar, pero no consigue más que un rebuzno. El Hada desaparece, Pinocho no se concentra y no salta los aros, acabando algo cojo.
El artista de circo lo pone en venta, y un hombre lo compra para hacer un tambor con la piel.
- XXXIV Pinocho es arrojado al mar y, devorado por los peces, se convierte de nuevo en una marioneta, pero mientras nada para salvarse, el terrible Tiburón lo engulle.

El comprador lo ahoga en el mar. Cuando lo saca en vez de un burro tienen una marioneta, pues los peces se han comido la carne. El comprador se indigna, Pinocho le cuenta toda la historia y se escapa cuando dijo que lo vendería. Pinocho nada, pero hay una tormenta. Hay en un islote una cabrita, del mismo color que el pelo del Hada, que le avisa del peligro, pero Pinocho no puede evitar ser comido por el Tiburón. Dentro del Tiburón tiene una conversación con un Atún.
- XXXV Pinocho se encuentra en el cuerpo del Tiburón y se encuentra con Geppetto.

Pinocho se encuentra con Geppetto y preparan la huida de dentro del Tiburón. Al salir a mar abierto por la boca del Tiburón, Geppetto que no sabe nadar, se sube a Pinocho.
- XXXVI Finalmente, Pinocho deja de ser una marioneta y se convierte en un niño.

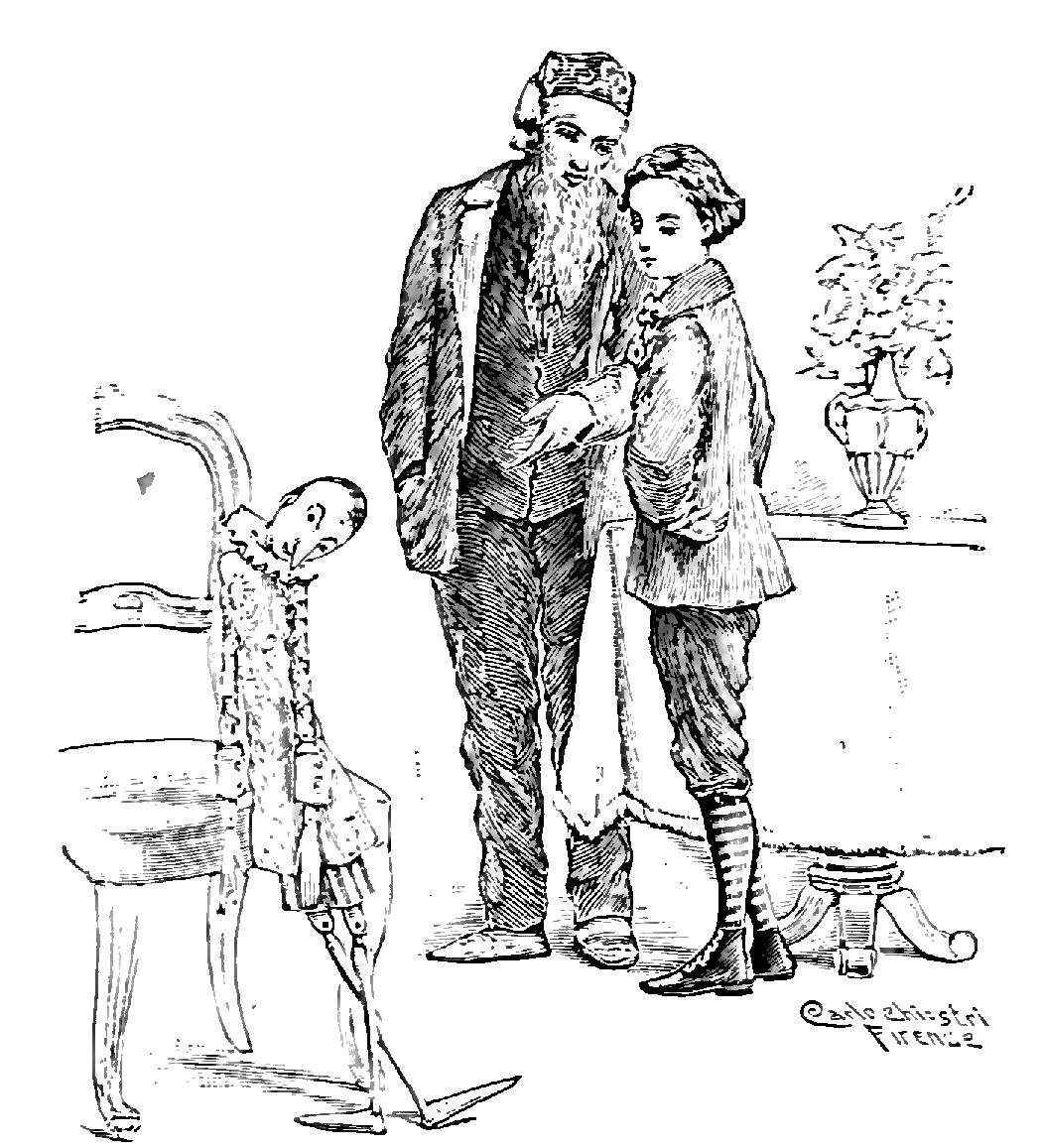
Pinocho se convierte en un niño de verdad.

Al nadar en el mar, Pinocho se va cansando además de llevar encima a Geppetto. El Atún, que los imitó, les acaba de llevar a tierra. Pinocho se va encontrando con varios de los malos personajes del libro, esta vez no se deja engañar. Pinocho trabaja para ayudar a su papá. Al final se convierte en un niño de verdad.

## Primeras traducciones al español
La primera traducción al español, poco conocida, fue realizada por Luigi Bacci y publicada en Florencia en enero de 1900 por la editorial Bemporad (aparentemente por encargo del embajador argentino en Roma) con el título Piñoncito o las aventuras de un títere.
En la Biblioteca Nacional de México se conserva una traducción con el mismo título que la anterior, publicada en Buenos Aires, sin fecha (ca. 19--), con el nombre de C.J. Atisedes como segundo autor, sin que se sepa con certeza si la obra es una traducción original de él o una revisión de la de Luigi Bacci.
La primera traducción publicada en España es del año 1912, por la Editorial Calleja,  con el título Aventuras de Pinocho, historia de un muñeco de madera. Fue traducida por Rafael Calleja e ilustrada por Salvador Bartolozzi. Esta edición tuvo un enorme éxito. La misma editorial publicaría luego una serie de 48 volúmenes dedicados al personaje de Pinocho.

## Adaptaciones

### Historieta
Existen numerosas adaptaciones al cómic, entre las que destacan las de Salvador Bartolozzi en el semanario Pinocho (1925), la de Salvador Mestres en Aventuras de Pinocho (Cliper, 1944), la de Benito Jacovitti para Il Vittorioso (1946), la de Osamu Tezuka (1952) o la de Martz Schmidt en Pinocho (Bruguera, 1957), continuada luego por Raf.

### Cine

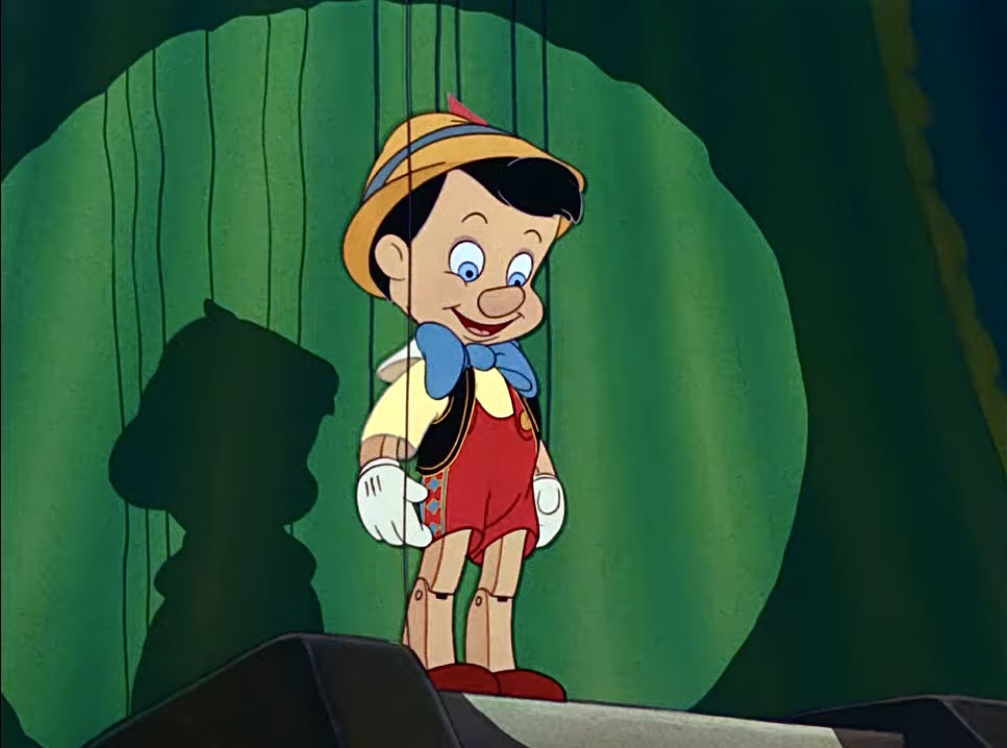
Imagen del trailer de Pinocho (1940)

Se han realizado más de veinte adaptaciones para una película, entre las que se incluyen:
- La película animada de Disney de 1940, aunque es una adaptación libre de la historia de Collodi, es considerada una pieza maestra dentro del cine de la animación. De hecho se le ha etiquetado de «culturalmente importante» por la biblioteca del Congreso de los Estados Unidos, y está seleccionada para su preservación en el Registro de Películas del mencionado país.
- La película de Luigi Comencini de 1972.
- «Un burattino di nome Pinocchio» («Las fantasías de Pinocho») de 1971, obra de Giuliano Cenci, con la colaboración de los nietos Collodi, Mario y Antonio Lorenzini, exportada a más de 20 países del mundo.
- Pinocho, de 1986 dirigida por Alejandro Malowicki que tuvo como actores principales a Soledad Silveyra, Gianni Lunadei, María Vaner y Cristina Banegas.
- Pinocho, producida por Diane Eskenazi para American Film Investment Corporation II en 1992.
- Pinocho, la leyenda (1996), producida por Heinz Bibo y protagonizada por Martin Landau como Geppeto y Jonathan Taylor Thomas como Pinocho.
- Las nuevas aventuras de Pinocho (1999), secuela directa a video de Pinocho, la leyenda y protagonizada nuevamente por Martin Landau como Geppeto.
- Pinocho (2002), película italiana de imagen real dirigida y protagonizada por Roberto Benigni.
- Pinocho 3000 (2004) película modifica la historia con un elemento de ciencia ficción: en vez de ser un muñeco de madera es un robot.
- Pinocchio (2019), película italiana de imagen real, coescrita y dirigida por Matteo Garrone, con Roberto Benigni interpretando a Geppetto.
- Pinocho (2022), película de imagen real basada en la cinta animada de 1940, Pinocho. Coescrita y dirigida por Robert Zemeckis y protagonizada por Tom Hanks.
- Pinocho de Guillermo del Toro (2022), película musical en stop-motion ambientada en la Italia fascista, codirigida por Guillermo del Toro y Mark Gustafson.

### Teatro
La historia de Collodi también ha sido llevada al teatro por muchos directores alrededor de todo el mundo. Ejemplo de ello es la adaptación que hiciera Hugo Arneodo, para el Teatro Quijotillo de Venezuela (2007), en una representación de una comedia cuasi musical. En ella se cambiaron algunos personajes; a Pepe Grillo se lo sustituyó por tres duendecillos: Verderín, Verderín Din Din, y Verderón Don Don; a la zorra y al gato, por dos fantasiosos personajes Doña Vagabunda y Don Andariego y a la ballena (que en el cuento original de Collodi, era un tiburón), por un dragón. El libreto de esta adaptación está disponible para quienes lo deseen llevar a escena.

### Otras adaptaciones
Hubo un grupo italiano de rock progresivo con el nombre de Il Paese dei Balocchi (El País de los Juguetes).
The Adventures of Pinocchio, ópera de Jonathan Dove estrenada en 2007.
Lies of P, videojuego soulslike desarrollado por Round8 Studio y publicado por Neowiz Games (ambos de Corea del Sur) y lanzado el 19 de septiembre de 2023 para PlayStation 4, PlayStation 5, Windows, Xbox One y Xbox Series X/S.